# Toulouse Game Show

Logotipo do Toulouse Game Show.

O Toulouse Game Show (em português:  Show de Jogos de Toulouse, TGS) é uma convenção anual de anime que acontece em Toulouse, na França, sobre os temas videogames, ficção científica, mangá, anime e cosplay e também cultura japonesa. A convenção recebe geralmente vários convidados ilustres, nomeadamente desenvolvedores de vídeo jogos, autores de banda desenhada e mangá e atores de televisão, cinema ou séries web.
A primeira edição ocorreu nos 24 e 25 de novembro de 2007 e reuniu mais de 11.000 visitantes. Desde então, a participação no TGS tem aumentado a cada ano e ultrapassou o limite de 40.000 inscrições durante a edição de 2013. Em 2015, ultrapassou a marca de 50.000 inscrições e a de 70 mil inscrições em 2021. Apenas o ano de 2020 veria a sua edição adiada devido às restrições ligadas à pandemia de Covid-19 na França.

## Conceito
O festival é organizado pela empresa TGS Événements, criada em 2007 por Frédéric Deveze e Sébastien Laurens. Sébastien Laurens, não mais se enquadrando no objetivo inicial do projeto, deixou a empresa em 2018 para fundar a sua própria empresa, e o seu próprio salão, o POPCON, nos arredores de Toulouse (Manoir du Prince / Portet sur Garonne).
O TGS foi realizado durante as primeiras 5 edições no final de novembro no Complexe Diagora em Labège, perto de Toulouse. A partir de 2012, foi realizado no centro de Toulouse, no Parc des expositions e desde 2021, foi realizado no centro de exposições MEETT. A convenção oferece conferências, atividades diversas e variadas, como cosplay, sessões de autógrafos, desenhos e estandes comerciais.
O festival tinha duas edições por ano, uma tradicionalmente no início de dezembro, o Toulouse Game Show e outra em abril, anteriormente chamada de TGS Ohanami, que inicialmente era mais voltada para a cultura japonesa e que foi renomeada como TGS Springbreak em abril de 2014.

## Histórico

### Comparecimento
A primeira edição do Toulouse Game Show reuniu mais de 11.000 visitantes. Desde então, a frequência continuou a aumentar ao longo dos anos. A marca de 30.000 inscrições foi ultrapassada em 2011, a de 40.000 na edição de 2013 e a de 70.000 na edição de 2021.

### Outras edições
A equipe do Toulouse Game Show, em colaboração com a Shibuya International, organizou em março de 2013 a primeira edição do Monaco Anime Game Show (MAGS). Este espectáculo não tendo encontrado o seu alvo em Mônaco, a TGS Evenements abandona-o. Um novo formato é oferecido a partir de 2015 sob o nome Monaco Anime Game International Conferences. No entanto, a TGS Evenements já não tem qualquer ligação com este evento e já não colabora com a Shibuya International.
A TGS Evenements também oferece diversas feiras em outras cidades, algumas das quais ainda são organizadas anualmente:
Desde 2014:
- Em Pau para o Pau Anime Game Show (PAGS) no Centro de Exposições de Pau.[13]

Desde 2018:
- Em Montpellier para o Montpellier Anime Game Show (MAGS)

Desde 2023:
- Em Paris, a equipe é responsável pela organização do Paris Manga & Sci-Fi Show no centro de exposições Paris-Nord Villepinte. O show foi renomeado para a ocasião como Paris Manga & Sci-Fi Show by TGS.[14][15]

Edições não-renovadas:
- Em 2018 e 2019:
  - Em Perpignan para o Perpignan Game Show (PGS)
  - Em Lyon para o Lyon Game Show (LGS)

## Convidados
Todos os anos, o TGS acolhe diversas personalidades, o que permite aos visitantes conhecê-las durante conferências ou sessões de autógrafos. O espetáculo recebeu vários atores de cinema de renome mundial, como John Rhys-Davies que interpreta Gimli na trilogia O Senhor dos Anéis, David Prowse que interpreta Darth Vader na primeira trilogia Star Wars e Tom Felton, o intérprete do famoso Draco Malfoy na saga Harry Potter.